# 鍾忠
鍾忠（1913年—2006年11月2日），人稱地保忠，是澳門路環九澳地區的保長。鍾忠可能是澳門保甲制度下最後一個地保。
鍾忠祖籍河源縣，出生於澳門九澳村，於1938年於路環衙門（即今路環衛生中心）獲澳葡政府委任為九澳村地保，至1965年退休，並於九澳經營雜貨店。

## 委任過程
1938年，鍾忠獲委任為九澳村地保。一天，路環衙門召見八位九澳居民選舉地保，並要求他們在鍾忠面前投票，結果八人均投贊成票推舉鍾忠為地保。當年，鍾忠每月獲得25元的薪酬；鍾忠退休後，亦一直獲發退休金；至逝世為止，鍾忠仍每月向澳門政府領取澳門幣3,000元的地保退休金。

## 其他地保
- 林安
- 梁仙義
- 孔泰（地保泰）
- 何庚連（黑沙地保）
- 鍾泰
- 梁石泉
- 梁光僑